# 雷門
35°42′40″N 139°47′47″E / 35.71111°N 139.79639°E
雷门（羅馬化：Kaminarimon）是日本浅草寺的正门。位于东京都台东区浅草1-2-3，面朝雷门街。正式名称为风雷神门（日语：ふうらいじんもん）。雷门的灯笼背面写有“雷门”字样，上面则写着“风雷神门”，是浅草的象征及旅游景点之一。